# Bourke
Bourke es una ciudad en el noroeste de Nueva Gales del Sur, Australia, el centro administrativo y la ciudad más poblada del condado homónimo. Se encuentra aproximadamente a 800 km al noroeste de la capital estatal, Sídney, sobre la ribera sur o izquierda del río Darling. En el censo de 2011 Bourke tenía una población de 2047 habs. incluyendo unos 760 indígenas.

## Historia
Antes del arribo de exploradores, el área estaba habitada por los indígenas Ngemba. El primer explorador en encontrar el río Darling fue Charles Sturt en 1828, que lo llamó así en honor a Ralph Darling, gobernador de Nueva Gales del Sur. Sturt descartó esta región de ser habitada, debido a que en ese momento el río llevaba muy poca agua por culpa de una sequía; sin embargo la región sí tenía posibilidades de ser explotada y algunos años después, en 1838,  Thomas Livingstone Mitchell comenzó la construcción de Bourke, la cual llamó así en honor al gobernador Richard Bourke. 

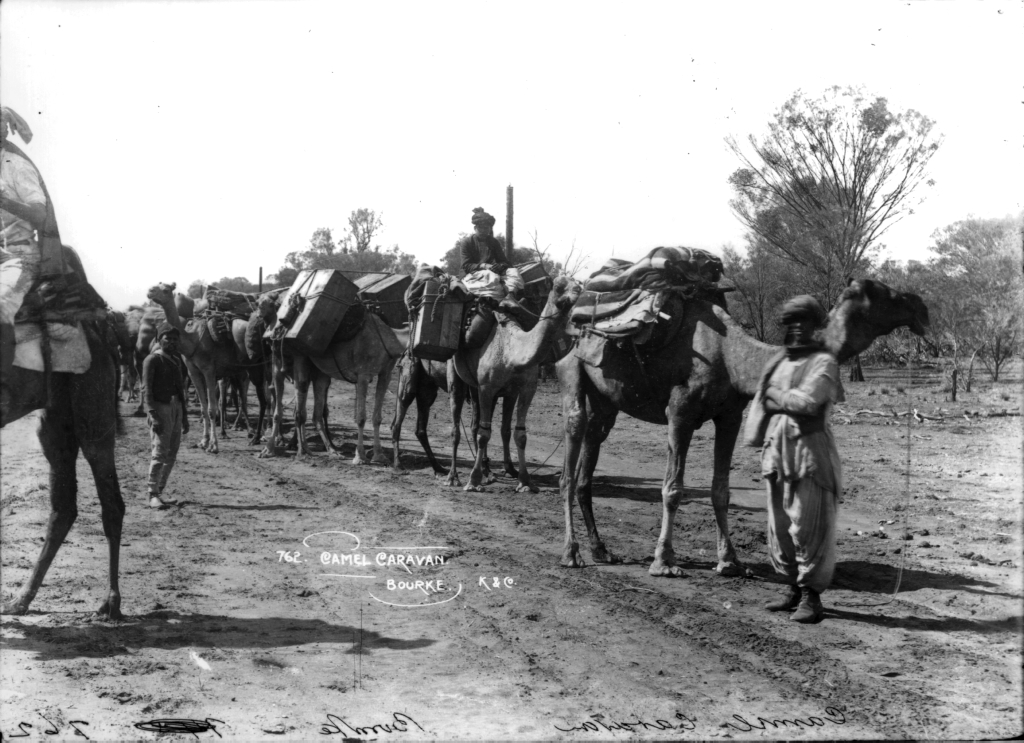
Caravana de camellos en Bourke

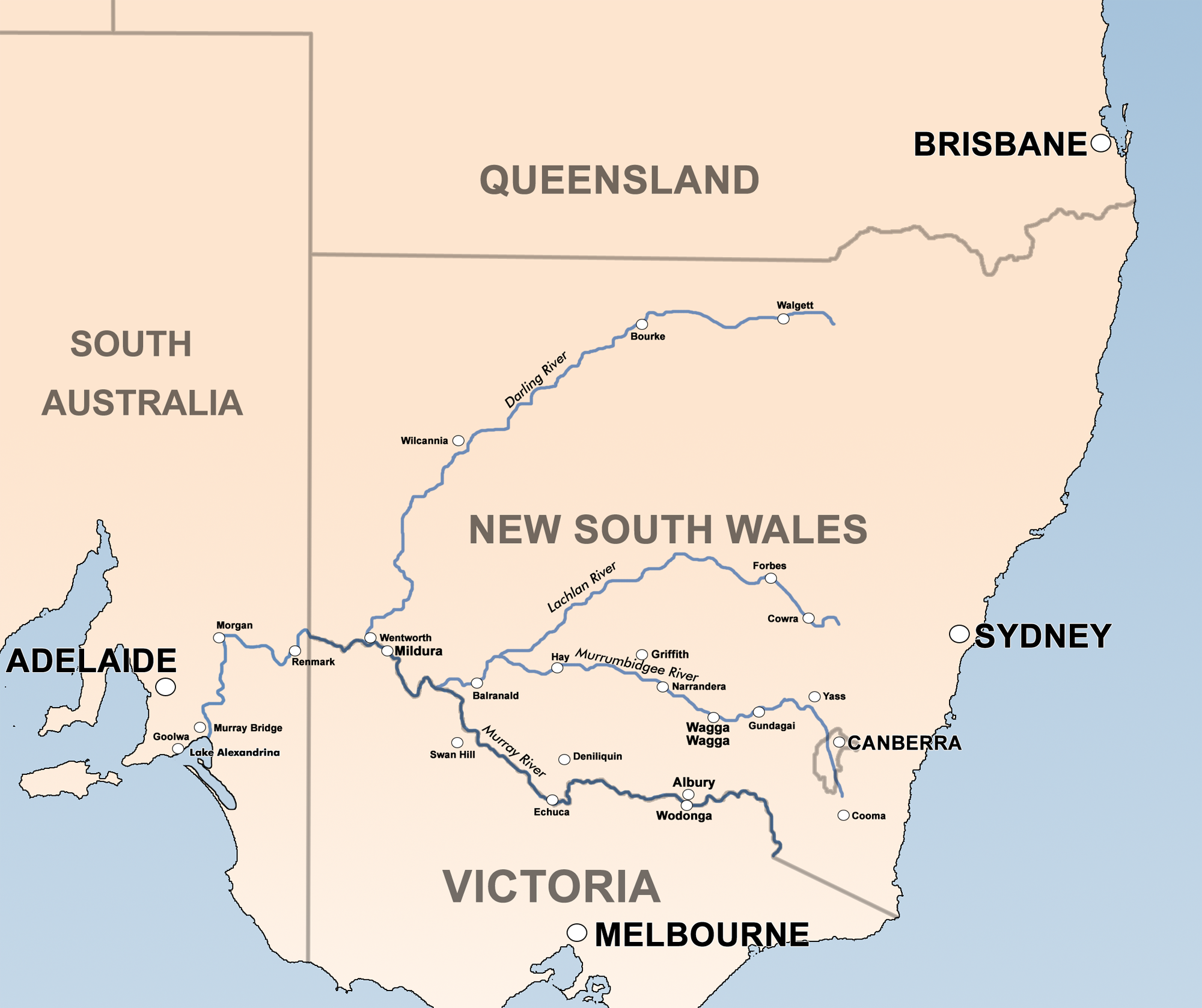
Mapa de la cuenca del río Darling en el que se observa, en su curso alto, la ciudad de Bourke

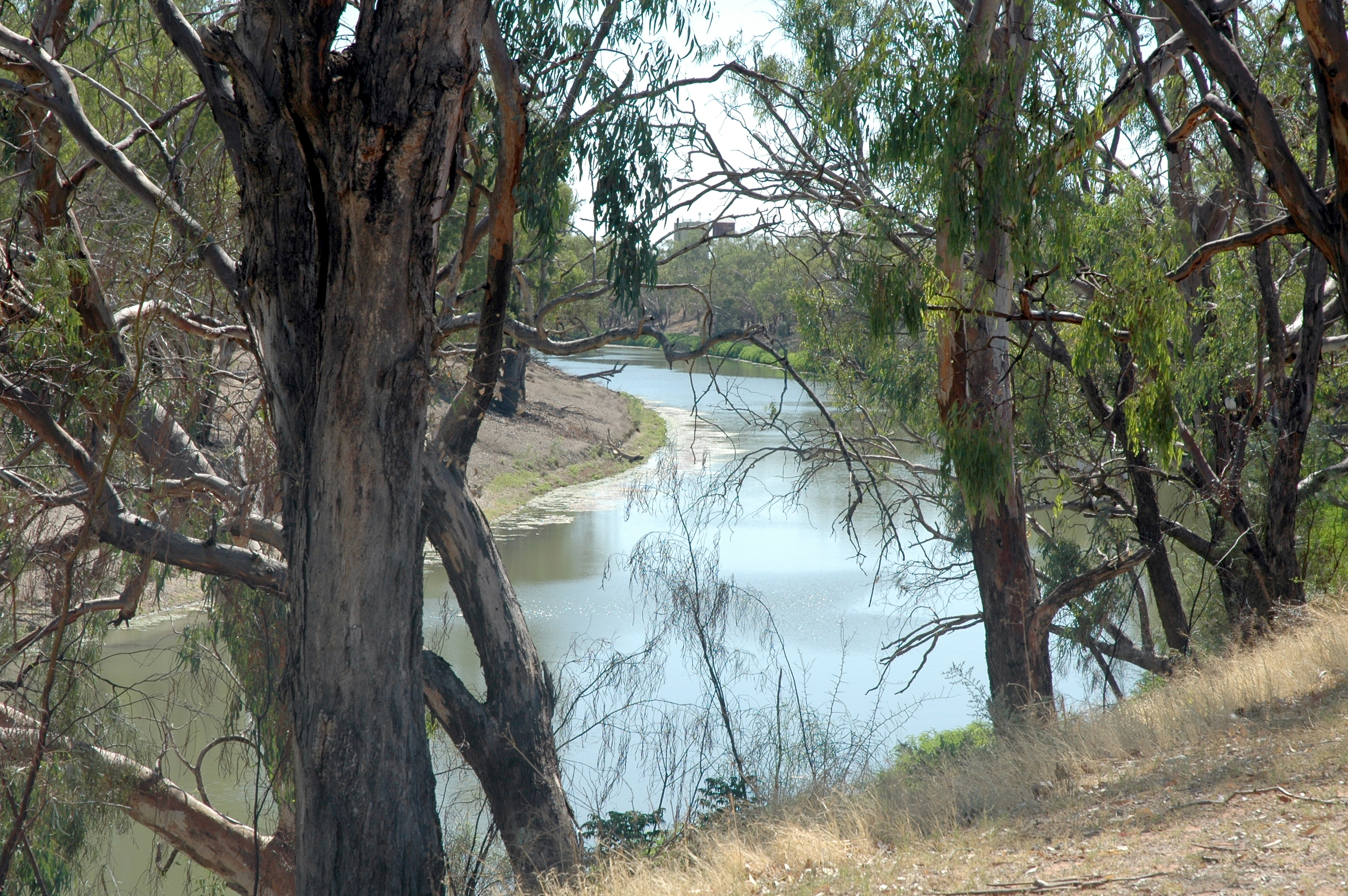
Río Darling en Bourke

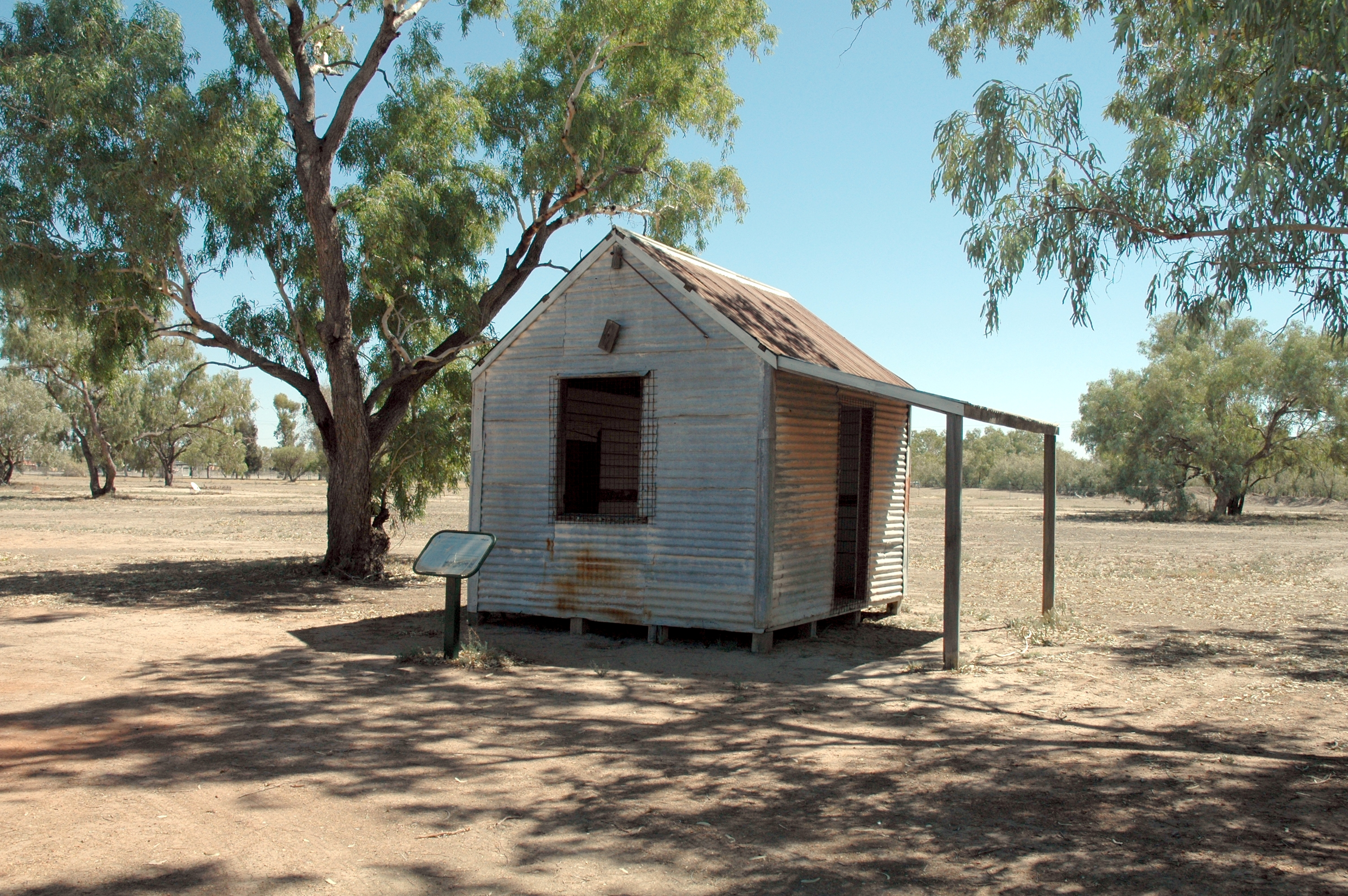
Mezquita afgana de Bourke

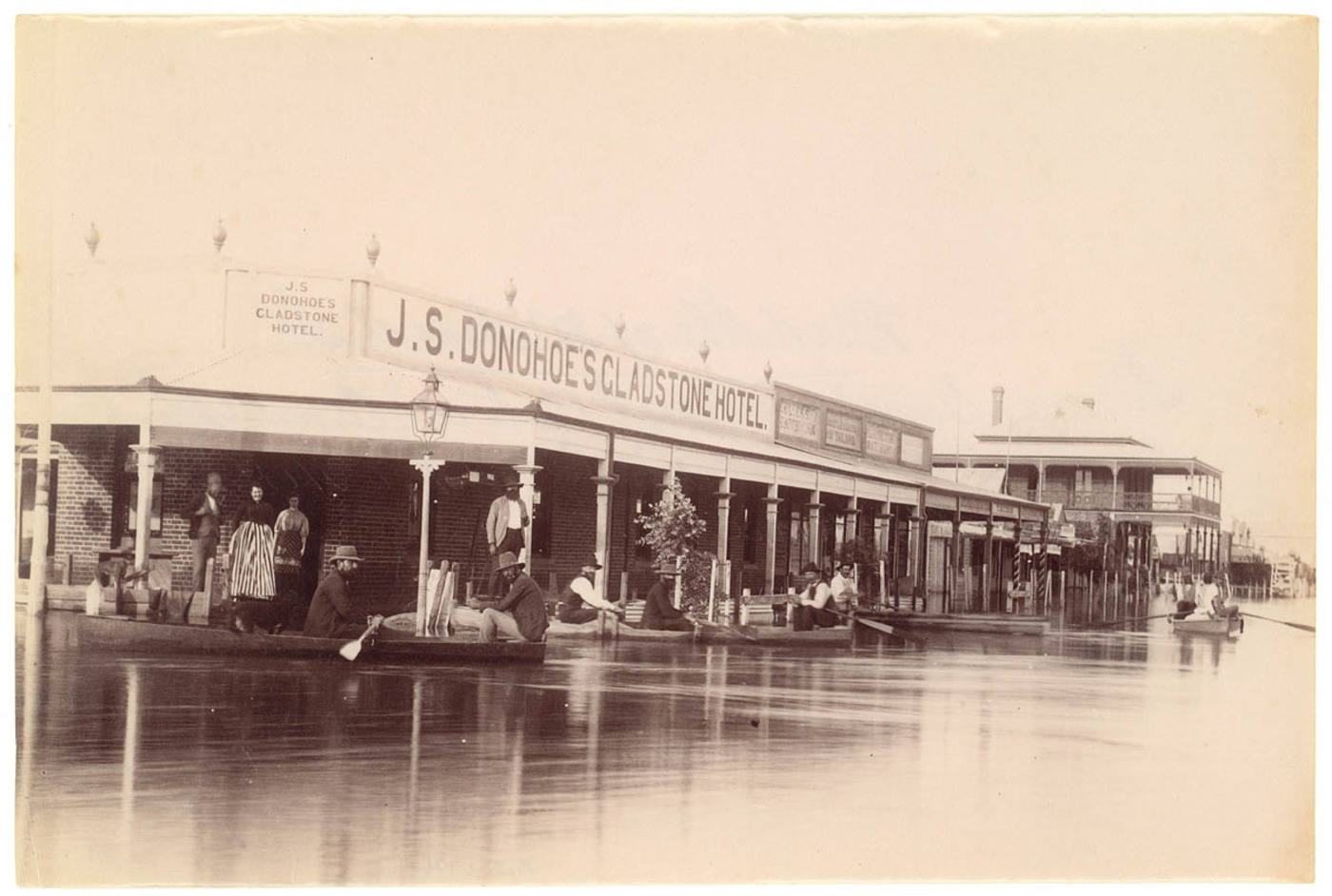
Calle de Bourke después de una inundación, 1890

En un principio Bourke era un fuerte para defenderse de los aborígenes, y un pequeño número de agricultores, granjeros y dueños de ganado, establecidos en los alrededores del fuerte. El área empezó a florecer cuando se consideró un centro comercial importante, dada su cercanía al río Darling. Bourke reclamó la categoría de ciudad en 1869 y pronto se establecieron en ella varias industrias de transportes.
En la década de 1880 varios barcos de vapor llegaban a Bourke para comerciar, y en 1885 era accesible por ferrocarril, confirmando su posición como centro de transporte del interior del estado. Al igual que muchos pueblos del interior de Australia, Bourke comenzó a confiar en los camellos para el transporte terrestre, y la ciudad fue el centro de una gran comunidad afgana que importaba los camellos. Se construyó, asimismo, una mezquita afgana en la década de 1900.
A medida que el comercio fue abandonando las rutas de transporte fluvial del interior, la industria de Bourke comenzó a decaer. Hoy en día, los negocios de la ciudad son el ganado y el cultivo de algodón.

## Clima
Se distingue Bourke por haber alcanzado la temperatura ambiente de 52.8 °C, el 17 de enero de 1877.